# Repejov
Repejov (in tedesco Repau, in ungherese Repejő, in ruteno Repejiv) è un comune della Slovacchia facente parte del distretto di Medzilaborce, nella regione di Prešov.
Del comune di Repejov fa parte dal 1964 anche la frazione di Pravrovce (in tedesco Praurotz , in ungherese Jobbos, in ruteno Pravrivcy), le cui prime attestazioni scritte si ebbero nel 1408.
Repejov viene menzionato per la prima volta nel 1454 come feudo della Signoria di Stropkov.
Nel XVI secolo passò alla Signoria di Humenné e nel XVIII secolo ai conti Szirmay.
Appartenne poi alle famiglie Dessewffyovcov e, nel XIX secolo, Ružičkovcom.
Nella seconda metà del XIX secolo subisce una forte emigrazione.
Durante l'offensiva russa nella prima guerra mondiale, tra il 1914 ed il 1915 venne distrutto dai combattimenti.
L'economia di Repejov è essenzialmente agroforestale.
A Repejov sorgono 2 chiese greco-cattoliche di architettura barocca-classica.
Inoltre, nel territorio comunale sorgono 2 cimiteri di guerra:
- Repejov, con 887 sepolture di militari austro-ungheresi e russi risalenti alla prima guerra mondiale[3]
- Repejov-Pravrovce, con 46 sepolture di militari austro-ungheresi risalenti alla prima guerra mondiale[4]